# 사라 두테르테
사라 짐머만 두테르테(타갈로그어: Sara Zimmerman Duterte, 1978년 5월 31일~)는 필리핀의 법조인, 정치인이다. 사라는 2022년 필리핀 대통령 선거에 러닝메이트로 출마하여 이후 당선된 제15대 부통령이다. 아버지는 제16대 필리핀의 대통령을 지낸 로드리고 두테르테이다.

## 생애
사라는 필리핀 다바오 출신으로 로드리고 두테르테의 전 아내인 엘리자베스 짐머만의 딸로 태어났다. 2007년부터 2010년까지 다바오의 부시장을 지냈으며, 2010년부터 2013년까지, 그리고 2016년부터 2022년 3월 17일까지 다바오의 시장직을 맡았다.
2022년 5월에 진행된 필리핀 대통령 선거에 부통령 후보로 출마하여 당선됐다. 같은해 6월 20일 취임하였다.

## 역대 선거 결과
| 선거명      | 직책명        | 대수 | 정당                   | 득표율 | 득표수       | 결과 | 당락 |
| ----------- | ------------- | ---- | ---------------------- | ------ | ------------ | ---- | ---- |
| 2022년 선거 | 필리핀 부통령 | 15대 | 기독교인 무슬림 민주당 | 61.53% | 32,208,417표 | 1위  |      |